# Susan La Flesche Picotte
Pour les articles homonymes, voir La Flesche.
Susan La Flesche Picotte (17 juin 1865 - 18 septembre 1915) est la première femme médecin des Premières nations, aux États-Unis. Elle est également la première élève à bénéficier d'une aide financière des États-Unis pour ses études. D'ascendance omaha et ponca de l'Iowa, ainsi que franco- et anglo-américaine, elle a grandi et pratiqué la médecine dans la réserve indienne des Omahas, au nord du Nebraska. Fille du dernier chef omaha reconnu, Joseph LaFlesche, sa vie a été dévouée aux soins de son peuple.

## Biographie

### Jeunesse et éducation
Susan La Flesche est née le 17 juin 1865 à Macy dans la réserve Omaha, au nord du Nebraska. Elle est la fille de Joseph LaFlesche (aussi connu sous les noms de E-sta-mah-za et Iron Eye) et de Marie La Flesche (née Gale) qui se faisait appeler Hinnuagsnun en omaha. Joseph est métis Indien - Franco-Canadien et Marie est la fille d'un médecin américain et de sa femme Iowa, Ni-co-ma.
Joseph LaFlesche, était le fils d'un négociant canadien-français de fourrures travaillant pour l'American Fur Company qui avait déjà travaillé avec les Omahas et d'autres tribus amérindiennes. Sa mère, Waoowinchtcha, était une ponca et il est rapporté qu'elle était apparentée à Big Elk, le chef de la tribu omaha. Ce dernier l'adopta une fois adulte et le désigna comme son successeur sous le nom d'Œil de Fer (Iron Eye en anglais). En 1853, Joseph en tant qu'un des chefs des Omahas, participa à la négociation du traité de 1854, par lequel la tribu vendit la plupart de ses terres à l'État dans le Nebraska. Il a dirigé la tribu peu après leur retrait dans la réserve, et l'a accompagnée dans une importante transition vers la sédentarité.
Joseph, alias Œil de Fer, encouragea l'éducation de tous ses enfants, afin qu'ils apportent en retour une contribution à leur peuple. Et plusieurs d'entre eux, en plus de Susan, comptent parmi les intellectuels amérindiens les plus brillants de leur génération : Susette La Flesche Tibbles fut une écrivaine et militante pour la cause amérindienne ; Marguerite La Flesche était également une militante ; Rosalie La Flesche Farley devint elle aussi une militante pour cette cause et géra les affaires financières des Omahas ; et Francis La Flesche (qui est en réalité le demi-frère de Susan) devint le premier ethnologue issu d'un peuple amérindien des États-Unis. Susan commença son éducation à la mission presbytérienne de Bellevue au Nebraska où elle apprit l'anglais.
Lorsqu'elle est enfant, elle est marquée par le décès d'une femme amérindienne malade, morte parce que le médecin local — qui était blanc — ne s'était pas assez intéressé à son cas. Ce serait cet événement qui l'aurait motivé à devenir médecin, afin de soigner correctement les gens issus de son peuple.
À la fin de sa scolarité à l'école presbytérienne, Susan est envoyée avec sa sœur Marguerite à l'Elizabeth Institute for Young Ladies dans le New Jersey, et retourne ensuite chez elle à l'âge de 17 ans pour enseigner au sein de la Quaker Mission School parmi les siens, dans la réserve omaha, durant deux années. C'est à cette période qu'elle rencontre Alice C. Fletcher, une ethnologue présente dans la réserve. C'est grâce à l'insistance de Fletcher que Susan décide de retourner dans l'Est pour compléter son éducation et obtenir un véritable diplôme médical. Elle s'inscrit à l'Hampton Institute, une des premières et des meilleures écoles nationales d'enseignement supérieur pour des étudiants de couleur. Là bas, une femme médecin, Martha M. Waldron, l'encourage fortement à poursuivre encore ses études et à s'inscrire au Collège de médecine pour femmes de Pennsylvanie en 1886 où elle finira diplômée et major de sa promotion en 1889. À noter que pour pouvoir suivre ses études, Susan La Flesche obtient une aide financière du Bureau américain des Affaires Indiennes et de la Connecticut Indian Association. Elle est de ce fait, la première étudiante à recevoir une aide fédérale pour des études professionnelles,.

### Carrière

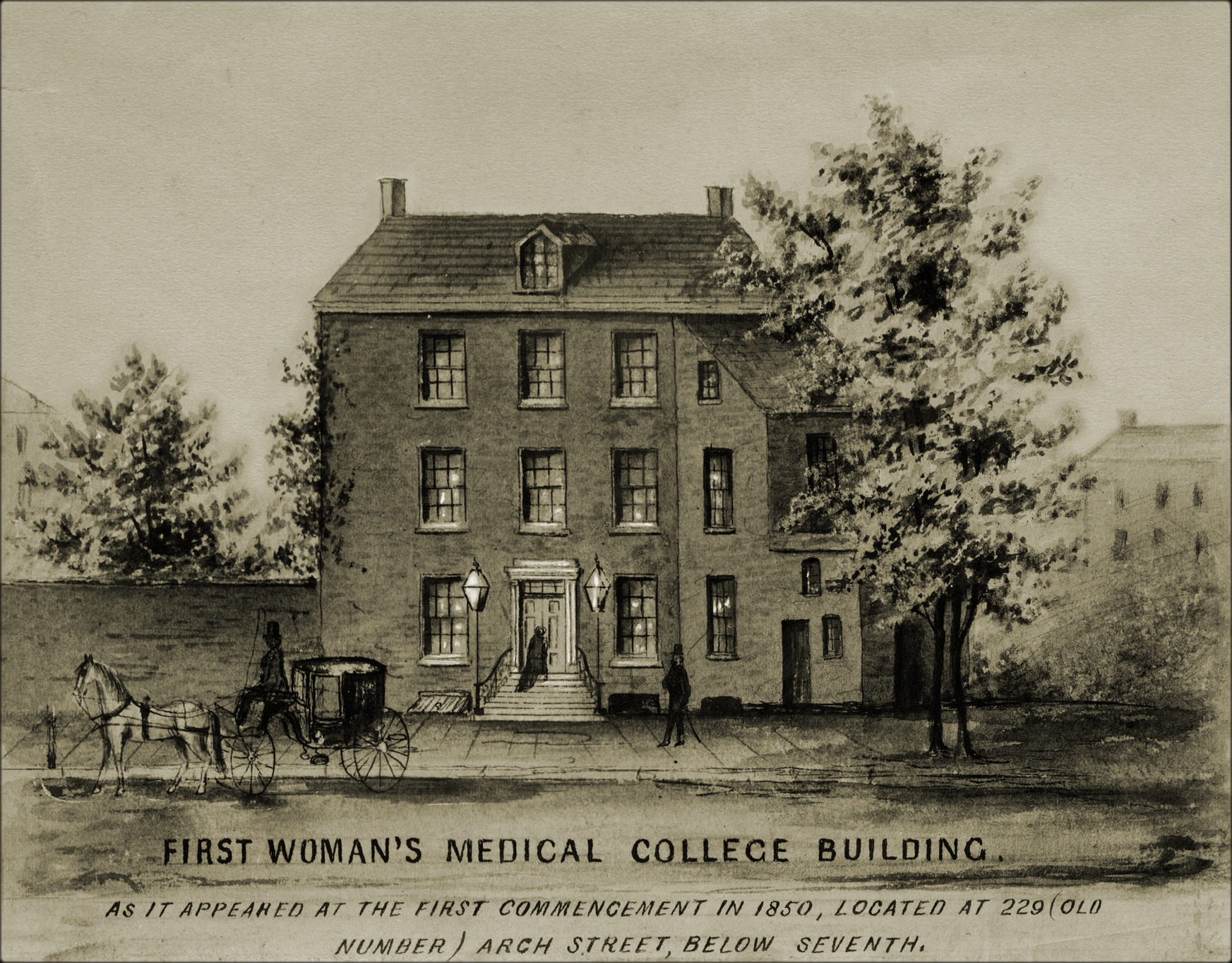
Le premier bâtiment qui hébergea le Woman's Medical College of Pennsylvania, c. 1850

Après son année d'internat, elle retourne dans la réserve omaha. Elle travaille en tant que médecin dans l’hôpital administratif de la réserve et doit s'occuper de près de 1 200 personnes,. Certains hivers, elle réalise près d'une centaine de consultations, voyageant à travers la réserve pour soigner ses patients. Étant payée 500 dollars par mois, elle est alors moins bien rémunérée qu'un médecin de l'armée ou de la marine. Lorsque, certaines années, les subventions de l'État ne sont pas suffisantes, elle utilise son argent personnel pour acheter des fournitures.  
En plus de donner des soins, Susan La Flesche éduque la population omaha à l'hygiène et les incite à garder leurs habitations saines et aérées pour éviter les maladies. En dehors de la réserve, Susan devient porte-parole de son peuple, combattant notamment la bureaucratie gouvernementale, « travaillant pour le développement économique, social, culturel et spirituel des Indiens américains ». Très active au sein de la profession médicale, elle est l’une des fondatrices de la Thurston County Medical Association et est membre de la Nebraska State Medical Society qui sont des associations toujours existantes vouées à l'information sanitaire et l'offre de soins.
Susan se bat également, en faisant pression sur le Congrès, pour une amélioration du statut juridique des Amérindiens. Elle lutte aussi contre les spéculateurs qui veulent acheter les terres amérindiennes. 
En tant que médecin, l’alcoolisme de son peuple la préoccupe. D'autant plus que son mari, Henry Picotte, est lui-même alcoolique. Elle adhère au mouvement de tempérance de l'époque et va jusqu'à faire partie d'une délégation envoyée à Washington (D.C.) pour faire pression en faveur de l'interdiction d'alcool sur les réserves indiennes. En 1906, elle réussit à faire voter une loi prohibant la vente d’alcool dans les réserves d’omaha et de Winnebago.  
Après son mariage en 1894, elle déménage à Bancroft, Nebraska où elle pratique la médecine dans son cabinet privé,.  
En 1913, grâce à une levée de fonds privés, elle accomplit un de ses plus grands rêves, en ouvrant son propre hôpital dans la réserve omaha (dans le village de Walthill) qui soigne aussi bien les Amérindiens que les Blancs, sans distinction aucune,,.  
Avant sa mort en 1915, elle prend des positions assez radicales en approuvant l'utilisation de substances hallucinogènes utilisées par les Amérindiens pour se soigner. Ces positions rencontreront une certaine opposition de la part de ses confrères blancs.

### Mariage et vie familiale
En 1894, Susan La Flesche rencontre Henry Picotte, un Métis moitié Sioux moitié Canadien français. Ils se marient la même année. Ils auront ensemble deux fils : Caryl et Pierre. Tous les deux iront à l'université. Caryl deviendra soldat et combattra durant les deux guerres mondiales.  Malgré les soins prodigués par Susan, Henry meurt de son alcoolisme en 1905,.   

### Mort
Susan La Flesche Picotte meurt à Walthill le 18 septembre 1915 à l'âge de 50 ans d'une maladie dégénérative des os du visage.

## Postérité

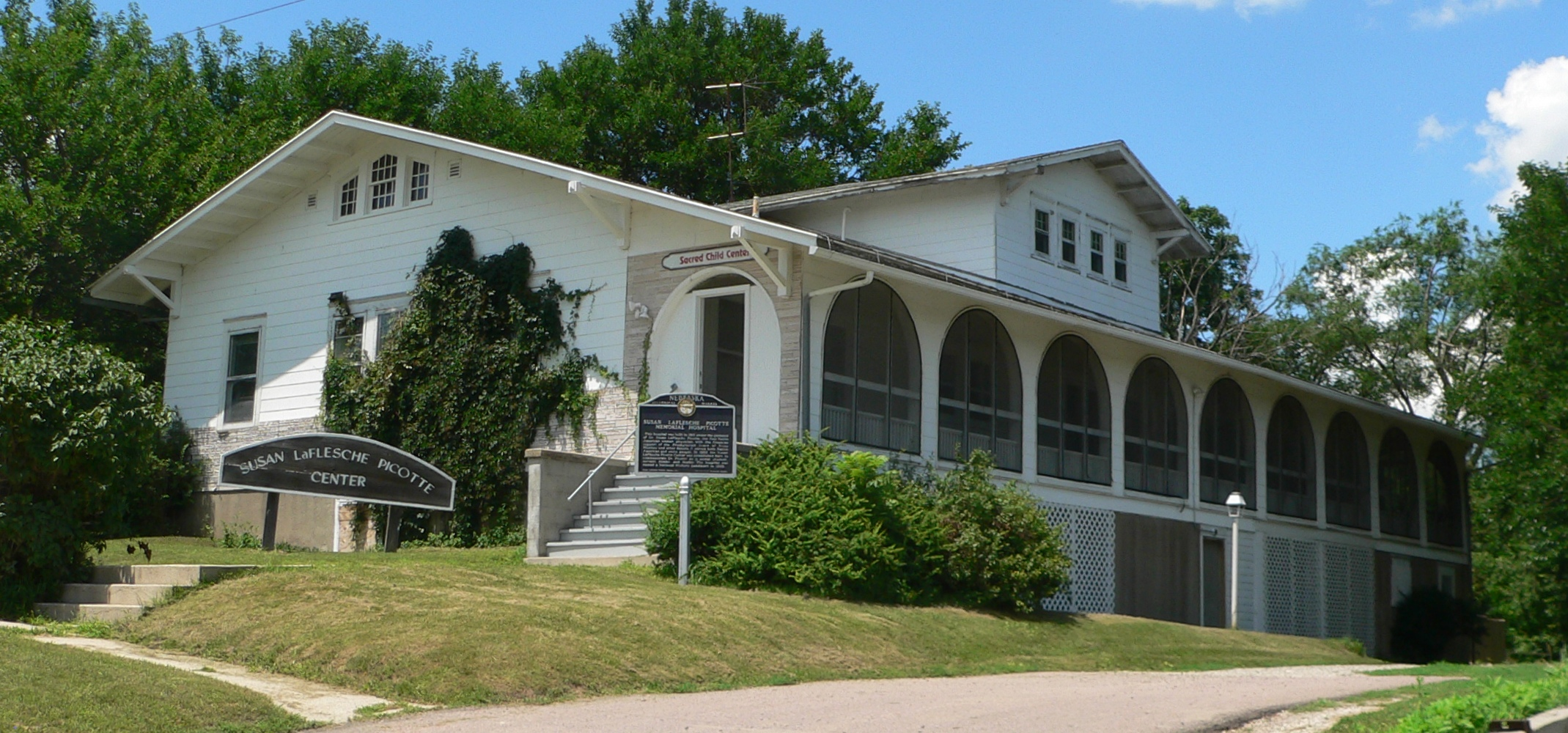
L'hôpital Picotte, à Walthill.

Peu après son décès, l’hôpital qu'elle a créé dans la réserve Omaha devient le Susan La Flesche Memorial Hospital, qui accueille depuis 1989 le Susan La Flesche Picotte Centre, un centre communautaire ainsi qu'un musée consacré au travail du Docteur Susan La Flesche Picotte et à l'histoire des tribus Omaha et Winnebago. Ce lieu est désigné comme un des vingt National Historic Landmark situé au Nebraska.